# پیکره همشهری

نماد پیکره همشهری

پیکره همشهری یک پیکره بزرگ فارسی بر پایه روزنامه ایرانی همشهری است. این پیکره در ابتدا توسط احسان درودی از دانشگاه تهران جمع‌آوری و تدوین شد. سپس گروهی به رهبری ابوالفضل آل احمد این پیکره را ساختند و نخستین مجموعه متن فارسی را که برای کارهای ارزیابی بازیابی اطلاعات مناسب بود، ایجاد کردند.